# Плезиоэдр
Плезиоэдр  — это вид заполняющего пространство многогранника, 
определённого как ячейка Вороного симметричного множества Делоне.
Трёхмерное евклидово пространство может быть полностью заполнено копиями любого тела из этого семейства без перекрытий. 
Получающиеся соты имеют симметрии, которые переводят одну копию плезиоэдра в любую другую.
Множество плезиоэдров включает куб, шестиугольную призму, ромбододекаэдр и усечённый октаэдр.
Наибольшее число граней, которое может иметь плезиоэдр, равно 38.

## Определение
Множество {\displaystyle S} точек евклидова пространства является множеством Делоне,
если существует число {\displaystyle \varepsilon >0}, такое что любые двет точки {\displaystyle S} находятся на расстоянии по меньшей мере {\displaystyle \varepsilon } друг от друга и 
любая точка пространства находится не далее чем {\displaystyle 1/\varepsilon } от какой-либо точки {\displaystyle S}. 
Таким образом, {\displaystyle S} заполняют пространство, но нигде не находятся слишком близко друг от друга. 
Чтобы эти условия выполнялись, {\displaystyle S} должно быть бесконечным.
Кроме того, если множество {\displaystyle S} симметрично (нужно для определения плезиоэдра), для любых двух точек {\displaystyle p} и {\displaystyle q} 
множества {\displaystyle S} существует движение, переводящее {\displaystyle S} в {\displaystyle S}, переводя при этом {\displaystyle p} в {\displaystyle q}. 
То есть, симметрии of {\displaystyle S} действует транзитивно на {\displaystyle S}.
Диаграмма Вороного любого множества точек {\displaystyle S} разбивает пространство на области, называемые ячейками Вороного, в которые вхоят точки, более близкие к заданноей точке
множества {\displaystyle S}, чем к любой другой. 
Если {\displaystyle S} является множеством Делоне, ячейка Вороного каждой точки {\displaystyle p} из {\displaystyle S} является выпуклым многогранником. 
Грани этого многогранника дежат на плоскостях, которые перпендикулярны отрезку, соединяющему {\displaystyle p} с близлежащей точкой {\displaystyle S}, и делят этот отрезок пополам.
Если множество {\displaystyle S} симметрично и является множеством Делоне, ячейки Вороного все должны быть конгруэнтны друг другу, 
из симметрий {\displaystyle S} следуют симметрии диаграммы Вороного. 
В этом случае диаграмма Вороного образует соты, в которых есть только одно мозаичное тело, которое и есть ячейка Вороного. 
Это тело называется плезиоэдром. 
Замощение, образованное таким образом, изоэдрально, что означает, что не только имеется единственное замощающее тело,
но также любая копия этого тела может быть переведена в другую копию симметрией замощения.
Как и для любого заполняющего пространство многогранника, инвариант Дена плезиоэдра должен быть нулевым.

## Примеры
Плезиоэдры включают пять параллелоэдров. 
Это многогранники, которые могут разбить пространство так, что любая ячейка может быть параллельно перенесена в другую другую ячейку (без вращений). 
Эквивалентно, они являются ячейками Вороного решёток, которые является симметричными множествами Делоне. 
Плезиоэдры являются специальным видом стереоэдров, ячеек изоэдральных замощенийl более общего вида. 
По этой причине (и поскольку диаграммы Вороного известны как замощения Дирихле) их называют также «стереоэдрами Дирихле»
Имеется только конечное число комбинаторных тип плезиоэдров. Среди них наиболее примечательны:
- Пять параллелоэдров: куб (или более обще, параллелепипед), шестиугольная призма, ромбододекаэдр,

удлиннённый двенадцатигранник и усечённый октаэдр.

- Треугольная призма, ячейка треугольных призматических сот[7].

Более обобщённо, любая из 11 видов мозаик Лавеса на плоскости конгруэнтными выпуклыми многоугольниками 
(и любая из подтипов этих мозаик с различными группами симметрии) может быть реализована как ячейки Вороного симметричного множества Делоне на плоскости.
Из этого следует, что призмы над этими фигурами являются плезиоэдрами. 
Кроме треугольных призм сюда попадают некоторые четырёхугольники, пятиугольники и шестиугольники.
- Двускатный повёрнутый бикупол — это стереоэдр, но не плезиоэдр, поскольку центры ячеек при замощении грань-к-грани

(как они должны располагаться согласно симметрии) имеют другую ячейку Вороного. Однако, сплющенная версия двускатного повёрнутого бикупола, 
в котором грани являются равнобедренными прямоугольными треугольниками и серебряными треугольниками, плезиоэдром является.
- Усечённый триакистетраэдр[англ.], ячейка усечённых триакистетраэдральных сот[англ.], и плезиоэдр, генерируемый  алмазной решёткой[англ.][1]
- Трапецеромбический додекаэдр, ячейка трапецеромбических додекаэдральных сот[англ.], и плезиоэдр, генерируемый гексагональной плотной упаковкой
- 17-гранные ячейки Вороного графа Лавеса[англ.][9]

Известно много других плезиоэдров. Два различных плезиоэдра с наибольшим известным числом граней 38 открыл кристаллограф Питер Энджел.
Много лет максимальное число граней у плезиоэдра было открытой проблемой,
но анализ возможных симметрий трёхмерного пространства показал, что это число не превосходит 38.
Ячейки Вороного точек однородно распределённой на заполняющей пространство винтовой линии все конгруэнтны друг другу, 
и могут дать произвольно большое число граней.
Однако, эти точки не образуют множество Делоне и их ячейки Вороного не являются ограниченными многогранниками.
Современный обзор плезиоэдров дал Шмитт.